# لاري غرانثام
لاري غرانثام (بالإنجليزية: Larry Grantham)‏ هو لاعب كرة قدم أمريكية أمريكي، ولد في 16 سبتمبر 1938 في كريستال سبرينغز في الولايات المتحدة، وتوفي في 17 يونيو 2017.

## وصلات خارجية
- لاري غرانثام على موقع مرجع كرة القدم المحترفة.كوم (الإنجليزية)
- لاري غرانثام على موقع قاعة ميسيسيبي للمشاهير الرياضية (الإنجليزية)